# Нюйенс, Ник
Ник Нюйенс (нидерл. Nick Nuyens; род. 5 мая 1980, Лир, провинция Антверпен,  Бельгия) — бельгийский профессиональный  шоссейный велогонщик. С 2017 года - генеральный менеджер профессиональной континентальной велокоманды Verandas Willems-Crelan.

## Карьера
Став профессионалом, Ник Нюйенс с 2003 года выступал в команде Quick Step-Davitamon, где он проработал 4 года, затем были Cofidis, le Crédit Par Téléphone, Rabobank, Saxo Bank, последние три сезона Ник Нюйенс провёл в Garmin-Sharp. Наивысшим достижением в карьере бельгийского гонщика стала победа на Туре Фландрии в 2011 году. Также Ник Нюйенс становился победителем гонок Стер ЗЛМ Тур,  Тур Британии и Этуаль де Бессеж. Он также выигрывал  Дварс дор Фландерен, Кюрне — Брюссель — Кюрне, Париж — Брюссель, трижды становился победителем Гран-при Валлонии.  Победа на Туре Фландрии стала последней в карьере Ника Нюйенса. Затем во время падения он сломал бедро, долгое восстановление не позволило ему защитить свой титул на бельгийской классике. Нюйенса надеялся, что в 2014 году сможет вернуться к своей лучшей форме, но у него обнаружили сердечную аритмию и он перенёс операцию на сердце. С сентября 2014  года он безуспешно пытался найти себе команду и в январе 2015 года объявил о завершении профессиональной карьеры. С 2017 года - генеральный менеджер велокоманды Verandas Willems-Crelan.

## Достижения
2002
1-й  - Чемпион Бельгии в групповой гонке (U-23)
1-й - Тур Фландрии U23
2003
1-й - Натионале Слёйтингспрейс
2004
1-й  - Стер ЗЛМ Тур — ГК
1-й - этап 3
1-й - Париж — Брюссель
1-й - Гран-при Валлонии
1-й - Гран-при Прато
3-й - Тур Британии  — ГК
2005
1-й  - Тур Британии — ГК
1-й - этапы 1 и 5
1-й - Омлоп Хет Волк
1-й - Гран-при Валлонии
2-й - Стер ЗЛМ Тур — ГК
2-й - Дрёйвенкурс Оверейсе
2006
1-й - Кюрне — Брюссель — Кюрне
1-й - этап 3 Тур Швейцарии
2-й - Гран-при Валлонии
2-й - Гран-при кантона Аргау
3-й - Брабантсе Пейл
4-й - Ваттенфаль Классик
2007
1-й  - Этуаль де Бессеж — ГК
1-й - этап 3
1-й - этап 1 Энеко Тур
2-й - Брабантсе Пейл
4-й - Омлоп Хет Волк
7-й - Тур Фландрии
2008
2-й - Тур Фландрии
2-й - Омлоп Хет Волк
9-й - Чемпионат мира — групповая гонка
2009
1-й - Гран-при Валлонии
8-й - Амстел Голд Рейс
2010
1-й - этап 5 Тур Австрии
2011
1-й - Тур Фландрии
1-й - Дварс дор Фландерен
3-й - Классика Примавера
| ГК | Генеральная классификация |

### Гранд-туры
| Гонка           | 2005 | 2006 | 2007 | 2008 | 2009 | 2010 | 2011 | 2012 | 2013 |
| --------------- | ---- | ---- | ---- | ---- | ---- | ---- | ---- | ---- | ---- |
| Джиро д'Италия  | НФ   | —    | —    | НФ   | —    | —    | —    | —    | —    |
| Тур де Франс    | —    | —    | НФ   | —    | —    | —    | —    | 121  | —    |
| Вуэльта Испании | —    | —    | —    | 78   | —    | 127  | 161  | —    | НФ   |